# BSS (nhóm nhạc)
BSS (tiếng Hàn: 부석순; viết tắt của BooSeokSoon hay còn gọi là Seventeen BSS) là một nhóm nhỏ đặc biệt của nhóm nhạc nam Hàn Quốc Seventeen. Được thành lập và quản lý bởi Pledis Entertainment. Nhóm bao gồm 3 thành viên: Hoshi, DK và Seungkwan. Họ ra mắt vào ngày 21 tháng 3 năm 2018, với đĩa đơn đầu tiên "Just Do It". Sau đó, họ trở lại với album đĩa đơn "Second Wind" vào ngày 6 tháng 2 năm 2023 sau 5 năm không hoạt động.

## Lịch sử

### 2018: Ra mắt với Just Do It
Vào ngày 2 tháng 2 năm 2018, các thành viên DK, Hoshi và Seungkwan đã biểu diễn một ca khúc Just Do It tại fanmeeting của Seventeen. Sau buổi biểu diễn, họ nhận được phản ứng nhiệt tình của người hâm mộ và thúc đẩy sự hình thành của nhóm nhỏ đầu tiên của Seventeen, lấy tên viết tắt của 3 thành viên - BSS. Họ chính thức ra mắt vào ngày 21 tháng 3 năm 2018 với đĩa đơn kỹ thuật số đầu tiên Just Do It.

### 2023: Trở lại sau 5 năm với Second Wind
Vào ngày 7 tháng 1 năm 2023, có thông tin cho biết BSS sẽ trở lại lần đầu tiên, gần năm năm sau khi ra mắt.  Vào ngày 9 tháng 1, nhóm đã tiết lộ đoạn giới thiệu đầu tiên cho album đĩa đơn sắp ra mắt Second Wind, được phát hành vào ngày 6 tháng 2. 
Nhóm đã phát hành album đĩa đơn đầu tiên Second Wind vào ngày 6 tháng 2 năm 2023, cùng với video âm nhạc cho ca khúc chủ đề "Fighting", có sự góp mặt của nữ rapper Lee Youngji. Vào ngày đầu tiên phát hành, Second Wind đã bán được hơn 478.000 bản, phá vỡ kỷ lục doanh số tuần đầu tiên cho một album do một nhóm nhỏ của nhóm nhạc K-pop phát hành. Đến cuối tuần đầu tiên, album đã bán được tổng cộng 610.189 bản. Vào ngày 15 tháng 2 năm 2023, BSS đã giành được chiến thắng đầu tiên trên chương trình âm nhạc Show Champion với Fighting 

## Thành viên
Chú thích: In đậm là nhóm trưởng
| Nghệ danh | Nghệ danh | Nghệ danh  | Tên khai sinh   | Tên khai sinh | Tên khai sinh | Tên khai sinh    | Ngày sinh        | Nơi sinh                      | Quốc tịch |
| Latinh    | Hangul    | Kana       | Latinh          | Hangul        | Hanja         | Hán-Việt         | Ngày sinh        | Nơi sinh                      | Quốc tịch |
| Hoshi     | 호시      | ホシ       | Kwon Soon-young | 권순영        | 权顺荣        | Quyền Thuận Vinh | 15 tháng 6, 1996 | Namyangju, Gyeonggi, Hàn Quốc | Hàn Quốc  |
| DK        | 도겸      | ドギョム   | Lee Seok-min    | 이석민        | 李硕珉        | Lý Thạc Mân      | 18 tháng 2, 1997 | Yongin, Gyeonggi, Hàn Quốc    | Hàn Quốc  |
| Seungkwan | 승관      | スングァン | Boo Seung-kwan  | 부승관        | 夫胜宽        | Phu Thắng Khoan  | 16 tháng 1, 1998 | Jeju, Hàn Quốc                | Hàn Quốc  |

## Danh sách đĩa nhạc

### Album đĩa đơn
| Tiêu đề     | Chi tiết                                                                                            | Thứ hạng cao nhất | Thứ hạng cao nhất | Thứ hạng cao nhất | Thứ hạng cao nhất | Thứ hạng cao nhất | Thứ hạng cao nhất | Thứ hạng cao nhất | Doanh số                     | Chứng nhận          |
| Tiêu đề     | Chi tiết                                                                                            | KOR               | BEL (FL)          | BEL (WAL)         | GER               | JPN               | PRT               | SUI               | Doanh số                     | Chứng nhận          |
| ----------- | --------------------------------------------------------------------------------------------------- | ----------------- | ----------------- | ----------------- | ----------------- | ----------------- | ----------------- | ----------------- | ---------------------------- | ------------------- |
| Second Wind | - Phát hành: Ngày 6 tháng 2 năm 2023 - Hãng đĩa Pledis - Định dạng: CD, digital download, streaming | 1                 | 180               | 76                | 76                | 3                 | 7                 | 88                | - KOR: 756,410 - JPN: 54,848 | - KMCA: 2× Platinum |

### Đĩa đơn
| Tiêu đề                            | Năm  | Thứ hạng cao nhất | Thứ hạng cao nhất | Thứ hạng cao nhất | Album                         |
| Tiêu đề                            | Năm  | KOR               | KOR Songs         | JPN Hot           | Album                         |
| ---------------------------------- | ---- | ----------------- | ----------------- | ----------------- | ----------------------------- |
| "Just Do It" (거침없이)            | 2018 | 167               | —                 | —                 | Đĩa đơn không nằm trong album |
| "Fighting" (featuring Lee Youngji) | 2023 | 5                 | 5                 | 1                 | Second Wind                   |

### Nhạc phim (OST)
| Tiêu đề                                     | Năm  | Thứ hạng cao nhất | Album              |
| Tiêu đề                                     | Năm  | KOR               | Album              |
| ------------------------------------------- | ---- | ----------------- | ------------------ |
| "The Reasons of My Smiles" (자꾸만 웃게 돼) | 2024 | 93                | Queen of Tears OST |

### Các bài hát khác trên bảng xếp hạng
| Tiêu đề                                      | Năm  | Thứ hạng cao nhất | Album       |
| Tiêu đề                                      | Năm  | KOR               | Album       |
| -------------------------------------------- | ---- | ----------------- | ----------- |
| "Lunch"                                      | 2023 | 65                | Second Wind |
| "7PM" (7시에 들어줘) (featuring Peder Elias) | 2023 | 49                | Second Wind |

## Giải thưởng và đề cử
| Lễ trao giải             | Năm  | Hạng mục                                       | Người đề cử/sản phẩm đề cử                    | Kết quả   | Tham khảo |
| ------------------------ | ---- | ---------------------------------------------- | --------------------------------------------- | --------- | --------- |
| Asian Pop Music Awards   | 2023 | 20 bài hát hay nhất của năm – Nước ngoài       | "Fighting" (featuring Lee Youngji)            | Đoạt giải | [ 18 ]    |
| Asian Pop Music Awards   | 2023 | Màn hợp tác xuất sắc nhất                      | "Fighting" (featuring Lee Youngji)            | Đoạt giải | [ 18 ]    |
| Asian Pop Music Awards   | 2023 | Giải thưởng do khán giả bình chọn – Nước ngoài | BSS                                           | 3rd place | [ 18 ]    |
| Brand of the Year Awards | 2023 | Best Unit                                      | BSS                                           | Đoạt giải | [ 19 ]    |
| Golden Disc Awards       | 2024 | Daesang kỹ thuật số (Bài hát của năm)          | "Fighting" (featuring Lee Youngji)            | Đề cử     | [ 20 ]    |
| Golden Disc Awards       | 2024 | Bonsang kỹ thuật số                            | "Fighting" (featuring Lee Youngji)            | Đoạt giải | [ 20 ]    |
| MAMA Awards              | 2018 | Song of the Year                               | "Just Do It"                                  | Đề cử     | [ 21 ]    |
| MAMA Awards              | 2018 | Best Unit                                      | BSS                                           | Đề cử     | [ 21 ]    |
| MAMA Awards              | 2023 | Bài hát của năm                                | "Fighting" (featuring Lee Youngji)            | Đề cử     | [ 22 ]    |
| MAMA Awards              | 2023 | Màn hợp tác xuất sắc nhất                      | "Fighting" (featuring Lee Youngji)            | Đề cử     | [ 22 ]    |
| Melon Music Awards       | 2023 | Top 10 Nghệ sĩ                                 | BSS                                           | Đề cử     | [ 23 ]    |
| Melon Music Awards       | 2023 | Top 10 Nghệ Sĩ Xuất Sắc Nhất                   | BSS                                           | Đoạt giải | [ 23 ]    |
| Melon Music Awards       | 2023 | Nhóm nhạc nam xuất sắc nhất                    | BSS                                           | Đề cử     | [ 23 ]    |
| Melon Music Awards       | 2023 | Bài hát của năm                                | "Fighting" (featuring Lee Youngji)            | Đề cử     | [ 23 ]    |
| Seoul Drama Awards       | 2024 | Nhạc phim xuất sắc                             | "The Reasons of My Smiles" Queen of Tears OST | Đoạt giải | [ 24 ]    |
| Seoul Music Awards       | 2024 | Giải thưởng Bonsang                            | BSS                                           | Đề cử     | [ 25 ]    |
| Seoul Music Awards       | 2024 | Bonsang kỹ thuật số                            | BSS                                           | Đề cử     | [ 25 ]    |
| Seoul Music Awards       | 2024 | Giải thưởng đặc biệt Hallyu                    | BSS                                           | Đề cử     | [ 25 ]    |